# C. J. Daugherty

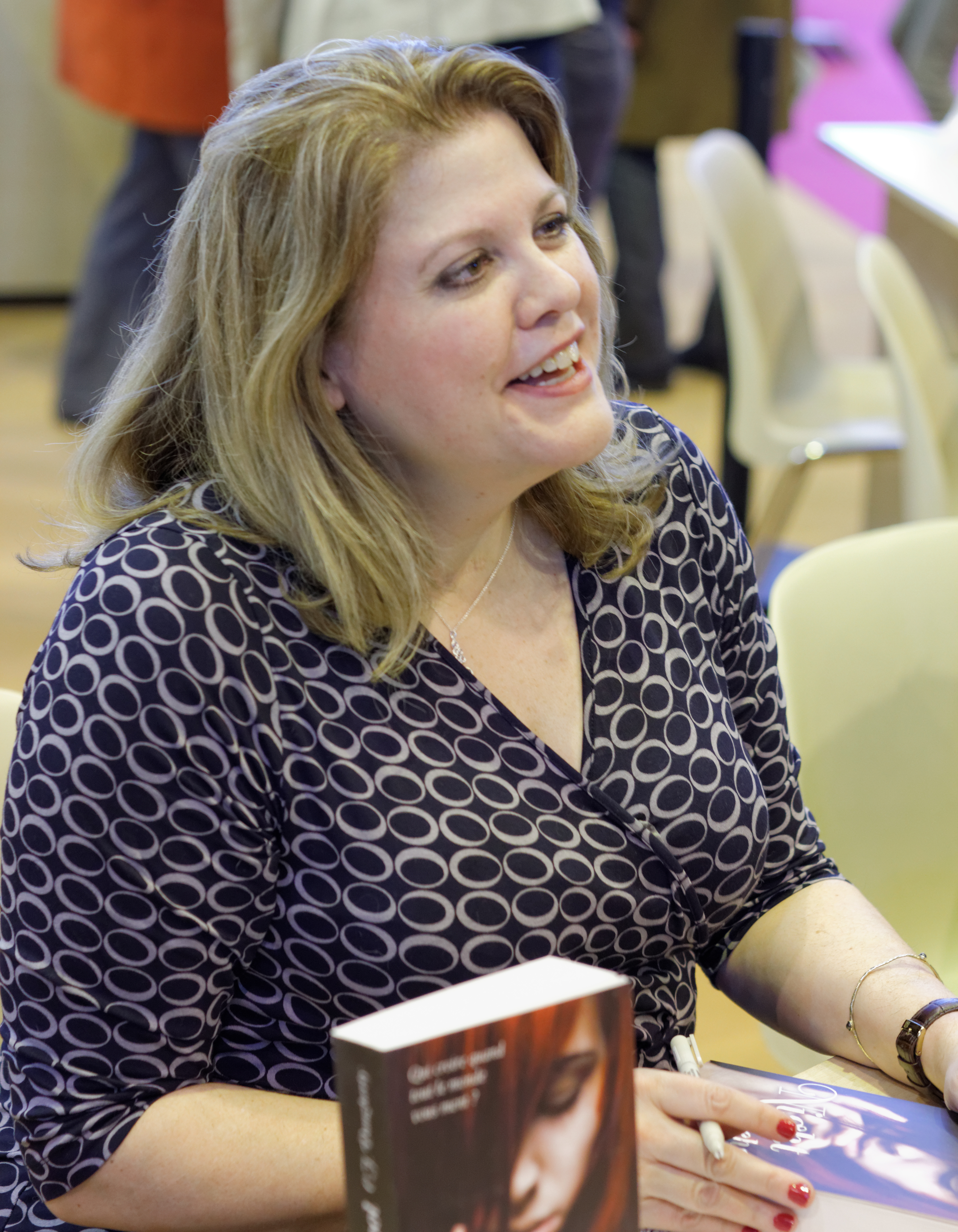
C. J. Daugherty, 2013

C. J. Daugherty, auch Christi Daugherty (* 30. Oktober 1974 in Dallas) ist eine US-amerikanische Autorin. Sie ist bekannt für ihre Jugendbuchreiche Night School, die in 22 Sprachen übersetzt wurde.

## Biografie
C. J. Daugherty studierte Journalismus an einer Universität in Texas und war dann nach eigenen Angaben als Journalistin in verschiedenen US-amerikanischen Städten tätig, darunter Savannah und New Orleans.
Daugherty arbeitete als Gerichtsreporterin für die New York Times und die Nachrichtenagentur Reuters. Als Autorin veröffentlichte sie zunächst Reiseführer mit ihrem Ehemann, dem Autor und Filmproduzenten Jack Jewers.

## Auszeichnungen
- 2016: Nominierung in der Kategorie „Best Writing – Drama“ der Indie Series Awards für Night School

## Filmografie
- 2014–2015: Night School: the Web Series (eine Staffel mit sechs Episoden)